# Sauerstiftung

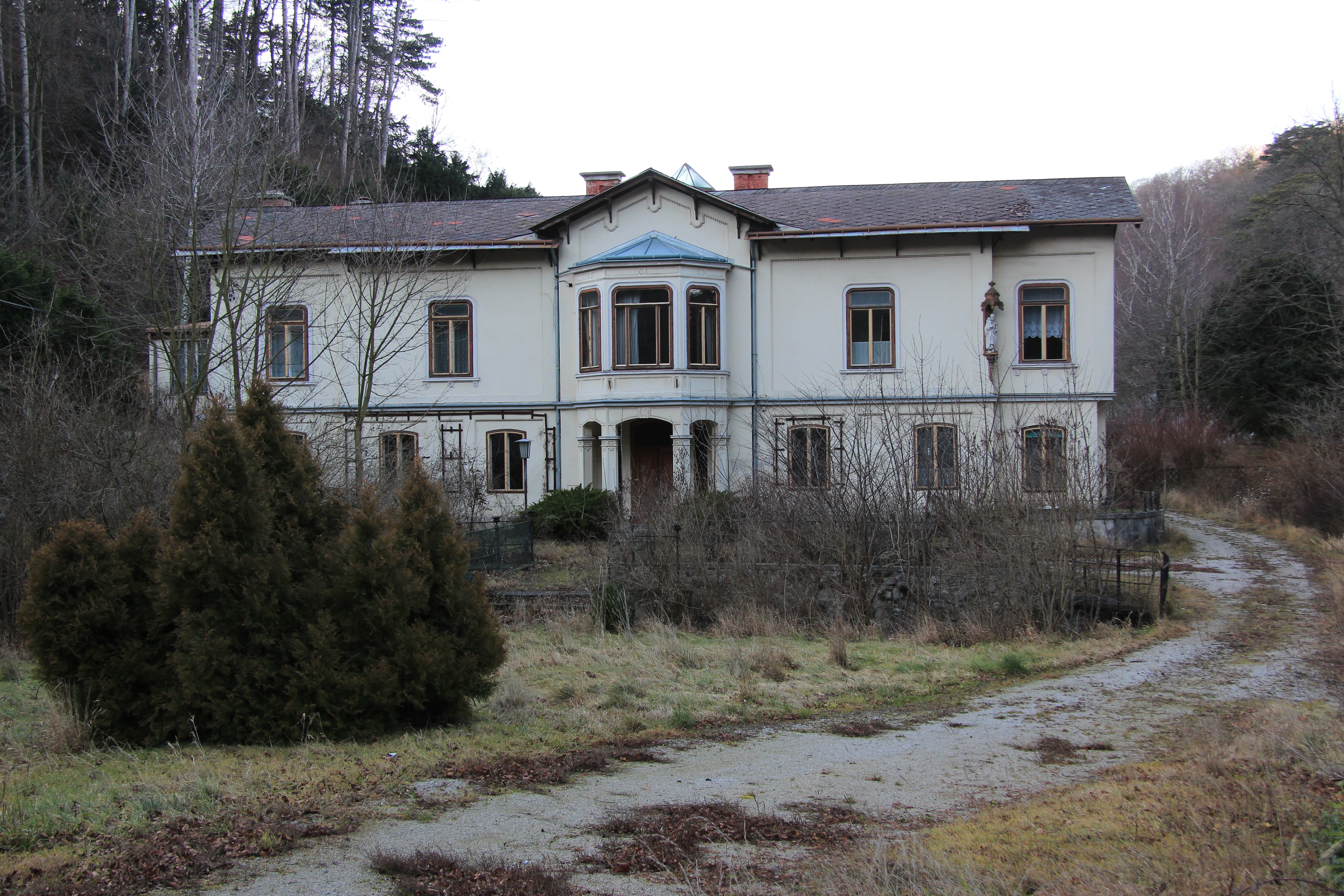
Schwesternhaus der Sauerstiftung

Die Sauerstiftung war eine Niederlassung der Barmherzigen Schwestern vom heiligen Kreuz in der Hinterbrühl in Niederösterreich.
Das Kloster existierte in den Jahren 1934 bis 1997 und gehörte organisatorisch zum Provinzhaus Laxenburg, das im Palais Kaunitz-Wittgenstein in Laxenburg beheimatet ist.
Das Kloster befand sich in Gebäuden auf einem Grundstück, das zum Teil auf Hinterbrühler Gebiet und zum größeren Teil auf dem Gebiet der Katastralgemeinde Weissenbach bei Mödling lag.
Das Hauptgebäude stammt von 1867 und wurde als bürgerlicher Landsitz von Borromäus Cünzer erbaut. Als Besitzer wird im Jahr 1897 der Fabrikant Carl Marx genannt, der in der Nähe auch eine heute nicht mehr existente Lackfabrik besaß.
Durch das Gelände des Klosters verlief zu dieser Zeit noch die Straße von Hinterbrühl nach Weissenbach, bevor diese 1927 verlegt wurde. Die Tochter von Carl Marx verkaufte die Liegenschaft an den Verein Kinderschutzstation Wien, der in der Folge ein Ferienheim für etwa 80 Kinder errichtete. Im Jahr 1934 wurde die Führung den Barmherzigen Schwestern übertragen. Die finanziellen Probleme blieben aber bestehen, so dass man einen Verkauf beabsichtigte.
In der Folge kaufte 1936 das kinderlose Baumeisterehepaar Sauer das Gelände und begründete eine Stiftung für ein Kindererziehungsheim. Das Kinderheim wurde vergrößert, sodass 80 Buben samt Schulgebäuden Platz fanden. Im Jahr 1936 wurde es von Kardinal Theodor Innitzer eingeweiht.

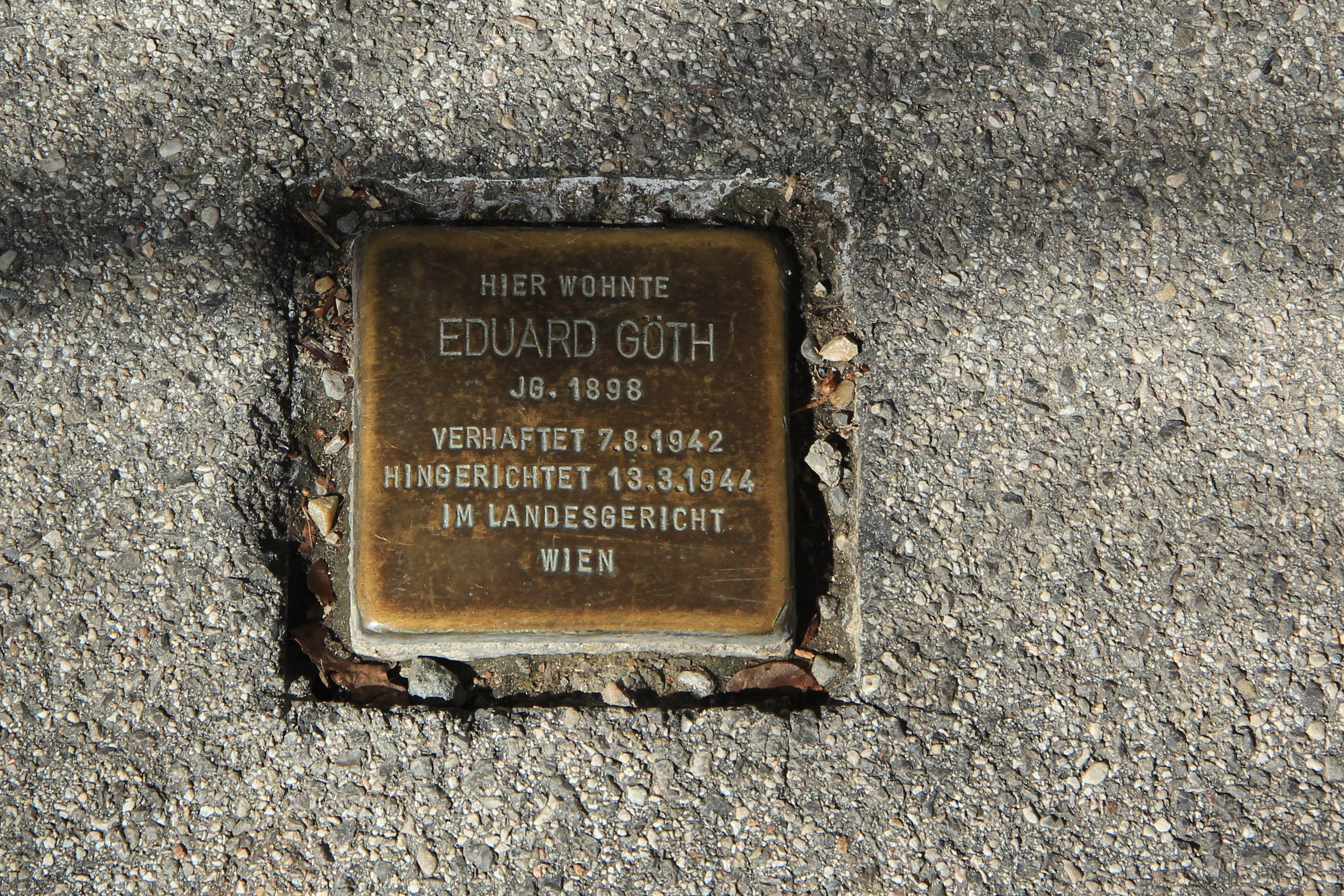
Stolperstein für Eduard Göth in der Hinterbrühl

Nach dem Anschluss im Jahr 1938 konnte bis 1940 die Stiftung das Heim mit den Schwestern weiterführen. Dann musste man die Anlage an die Nationalsozialistische Volkswohlfahrt übergeben, welche eine Heimschule der Hitler-Jugend einrichtete. Leiter wurde der in der Hinterbrühl wohnhafte Lehrer Eduard Göth, der im Untergrund im Widerstand tätig war und nach seiner Aufdeckung im Jahr 1944 hingerichtet wurde.
Mit Ende des Zweiten Weltkrieges konnten die Schwestern wieder den Betrieb aufnehmen. Bis 1966 wurde ein Internat für Buben und eine Volksschule betrieben, die auch externe Schüler besuchen konnten. Nach der Schließung der Schule wurde das Haus als Kleinkinderheim der Kinderübernahmestelle der Gemeinde Wien und der Landesfürsorge weiter betrieben. Ab dem Jahr 1969 war ein Landeskindergarten untergebracht, der bis 1997 geöffnet war.
Da das Haus nicht mehr wirtschaftlich geführt werden konnte, musste es 1997 geschlossen werden und die Schwestern gingen in das Provinzhaus oder andere Niederlassungen des Ordens. Laut Stiftungsbrief fiel das gesamte Areal der Erzdiözese Wien zu. Genutzt wurde die Sauerstiftung bis zum Jahr 2010 durch die Gemeinschaft der Seligpreisungen. Beim ehemaligen Schwesternhaus wurde 2002 auf Antrag der Erzdiözese der Denkmalschutz durch das Bundesdenkmalamt aufgehoben.